# Ryan Murphy (pływak)
Ryan Murphy (ur. 2 lipca 1995 w Palos Heights) – amerykański pływak, specjalizujący się w stylu grzbietowym, pięciokrotny mistrz olimpijski, wielokrotny mistrz świata.

## Kariera pływacka
Mistrz świata na krótkim basenie ze Stambułu (2012) w sztafecie 4 × 100 m stylem zmiennym oraz brązowy medalista na 200 m stylem grzbietowym. Brązowy medalista igrzysk panamerykańskich w Guadalajarze (2011). Brązowy medalista mistrzostw świata juniorów.
Na igrzyskach olimpijskich w Rio de Janeiro zdobył złoty medal na dystansie 100 m stylem grzbietowym ustanawiając jednocześnie nowy rekord olimpijski 51,97. Został także mistrzem olimpijskim w konkurencji 200 m stylem grzbietowym w finale uzyskując czas 1:53,62. Płynął także w finale sztafety 4 × 100 m stylem zmiennym, gdzie zdobył złoty medal i na jej pierwszej zmianie z czasem 51,85 ustanowił rekord świata na dystansie 100 m stylem grzbietowym.

### Rekordy świata
| Data             | Miejsce        | Konkurencja              | Basen      | Rezultat | Status                           |
| ---------------- | -------------- | ------------------------ | ---------- | -------- | -------------------------------- |
| 13 sierpnia 2016 | Rio de Janeiro | 100 m stylem grzbietowym | 50-metrowy | 51,85 s  | do 20 czerwca 2022 Thomas Ceccon |